# Szerbia és Montenegró-i labdarúgó-bajnokság (első osztály)
A Szerbia és Montenegró-i labdarúgó-bajnokság (Szerbül: Prva savezna liga; Прва савезна лига) Szerbia és Montenegró legmagasabb labdarúgó-bajnoksága volt 1992 és 2006 között.
A bajnokság 1992-ben, Jugoszlávia felbomlása után jött létre. 1992 és 2003 között a Jugoszláv Szövetségi Köztársaság, 2003 és 2006 között pedig Szerbia és Montenegró-i labdarúgó-bajnokság volt a hivatalos megnevezése. 
Miután Montenegró népszavazás útján 2006-ban kinyilvánította függetlenségét, a közös labdarúgó-bajnokság megszűnt. Ezt követően két külön bajnokság jött létre: Szerb bajnokság és a Montenegró-i bajnokság.

## Szezonok
| Szezon  | Győztes       | Második       | Harmadik      | Gólkirály (csapat)                                         | Gólok száma |
| ------- | ------------- | ------------- | ------------- | ---------------------------------------------------------- | ----------- |
| 1992–93 | Partizan      | Crvena Zvezda | Vojvodina     | Anto Drobnjak (Crvena Zvezda) Vesko Mihajlović (Vojvodina) | 22          |
| 1993–94 | Partizan      | Crvena Zvezda | Vojvodina     | Savo Milošević (Partizan)                                  | 21          |
| 1994–95 | Crvena Zvezda | Partizan      | Vojvodina     | Savo Milošević (Partizan)                                  | 30          |
| 1995–96 | Partizan      | Crvena Zvezda | Vojvodina     | Vojislav Budimirović (Čukarički)                           | 23          |
| 1996–97 | Partizan      | Crvena Zvezda | Vojvodina     | Zoran Jovičić (Crvena Zvezda)                              | 21          |
| 1997–98 | Obilić        | Crvena Zvezda | Partizan      | Saša Marković (Železnik / Crvena Zvezda)                   | 27          |
| 1998–99 | Partizan      | Obilić        | Crvena Zvezda | Dejan Osmanović (Hajduk Kula)                              | 16          |
| 1999–00 | Crvena Zvezda | Partizan      | Obilić        | Mateja Kežman (Partizan)                                   | 27          |
| 2000–01 | Crvena Zvezda | Partizan      | Obilić        | Petar Divić (OFK Beograd)                                  | 27          |
| 2001–02 | Partizan      | Crvena Zvezda | Sartid        | Zoran Đurašković (Mladost Lučani)                          | 27          |
| 2002–03 | Partizan      | Crvena Zvezda | OFK Beograd   | Zvonimir Vukić (Partizan)                                  | 22          |
| 2003–04 | Crvena Zvezda | Partizan      | Železnik      | Nikola Žigić (Crvena Zvezda)                               | 19          |
| 2004–05 | Partizan      | Crvena Zvezda | Zeta          | Marko Pantelić (Crvena Zvezda)                             | 21          |
| 2005–06 | Crvena Zvezda | Partizan      | Voždovac      | Srđan Radonjić (Partizan)                                  | 20          |

## Bajnoki címek klubok szerint
| Csapat        | Bajnoki címek | Győztes szezon                                                         |
| ------------- | ------------- | ---------------------------------------------------------------------- |
| Partizan      | 8             | 1992–93, 1993–94, 1995–96, 1996–97, 1993–94, 2001–02, 2002–03, 2004–05 |
| Crvena Zvezda | 5             | 1994–95, 1999–00, 2000–01, 2003–04, 2005–06                            |
| Obilić        | 1             | 1997–98                                                                |